# Уильямс, Рис (легкоатлет)
Рис Уи́льямс (англ. Rhys Williams; род. 27 февраля 1984, Кардифф) — британский валлийский легкоатлет, спринтер, специалист по бегу на 400 метров с барьерами. Выступал на крупных международных соревнованиях в период 2001—2016 годов, чемпион Европы, участник летних Олимпийских игр в Лондоне.

## Биография
Рис Уильямс родился 27 февраля 1984 года в Кардиффе, Уэльс, в семье известного игрока в регби Джей Джей Уильямса. В детства сам играл в регби, занимался плаванием, в частности становился чемпионом Уэльса в своей возрастной группе в плавании на спине. В конечном счёте сделал выбор в пользу бега, проходил подготовку в столичном легкоатлетическом клубе «Кардифф».
Впервые заявил о себе ещё в 2001 году, одержав победу на летнем европейском юношеском Олимпийском фестивале в Испании. В 2003 году завоевал золотую медаль в беге на 400 метров с барьерами на чемпионате Европы среди юниоров в Финляндии. В 2005 году в той же дисциплине первенствовал на молодёжном европейском первенстве в Германии.
Первого серьёзного успеха на взрослом международном уровне добился в сезоне 2006 года, когда вошёл в основной состав британской национальной сборной и побывал на чемпионате Европы в Гётеборге, откуда привёз награды серебряного и бронзового достоинства, выигранные в эстафете 4 × 400 м и беге на 400 м с барьерами соответственно. Представлял Уэльс на Играх Федерации Содружества наций в Мельбурне.
В 2008 году во время чемпионата Уэльса повредил правую ногу и из-за этой травмы вынужден был пропустить несколько крупных международных стартов, в том числе и Олимпийские игры в Пекине.
Восстановившись от травмы, в 2010 году Уильямс вернулся в большой спорт и завоевал серебряную медаль на европейском первенстве в Барселоне — в финале бега на 400 метров с барьерами уступил только соотечественнику Дэвиду Грину. Помимо этого, в составе валлийской национальной сборной взял бронзу на Играх Содружества в Нью-Дели.
В 2012 году обогнал всех соперников на чемпионате Европы в Хельсинки и благодаря череде удачных выступлений удостоился права защищать честь страны на летних Олимпийских играх 2012 года в Лондоне. Тем не менее, попасть в число призёров на Играх не смог, добрался лишь до стадии полуфиналов.
После лондонской Олимпиады Рис Уильямс остался в составе легкоатлетической команды Великобритании и продолжил принимать участие в крупнейших международных соревнованиях. Так, в 2013 году он выступил на чемпионате мира в Москве.
В 2014 году во время пребывания на Играх Содружества в Глазго стало известно, что Уильямс провалил один из сделанных недавно допинг-тестов и был отстранён от участия в соревнованиях. В результате проведённого расследования в январе 2015 года Антидопинговое агентство Великобритании вынесло решение о дисквалификации сроком на четыре месяца — он получил такое незначительное наказание, так как, по установленным данным, запрещённые вещества попали к нему в организм случайно вместе с добавками, и допинг использовался спортсменом непреднамеренно. С момента отстранения уже прошло больше шести месяцев, поэтому сразу после оглашения решения Уильямс смог вернуться к соревновательной практике.
На чемпионате Великобритании по лёгкой атлетике 2016 года в Бирмингеме стал в беге на 400 метров с бронзовым призёром. Стартовал в этой же дисциплине на чемпионате Европы в Амстердаме, занял итоговое пятое место. Пройти отбор на Олимпиаду в Рио-де-Жанейро не смог.